# Rojkovská travertínová kopa
Rojkovská travertínová kopa je přírodní památka v katastrálním území obce Stankovany v okrese Ružomberok v Žilinském kraji na Slovensku. Území bylo vyhlášeno v letech 1971 a jeho rozloha je 0,0144 hektaru. Předmětem ochrany je travertinový útvar s jezírkem.